# Charles de Steuben
Charles Auguste Guillaume, barão de Steuben ou Carl von Steuben, mais conhecido simplesmente como Charles de Steuben (Bauerbach, Turíngia, 18 de abril de 1788 — Paris, 21 de novembro de 1856) foi um pintor francês de origem russo-alemã.
Filho de um oficial do exército russo, iniciou a sua educação artística em São Petersburgo. Foi aluno de François Gérard, pintor oficial do Império, do qual foi colaborador durante muitos anos, de Robert Lefèvre e de Prud'hon. Expôs regularmente nos Salões, entre 1812, no final do reinado de Napoleão I e 1843, durante a Monarquia de Julho.
Especialista de temas históricos como o “Episódio da vida de Pedro o Grande” (Salão de 1812, atualmente no Museu da Picardia, Amiens) pintou uma importante série de retratos de reis e rainhas de França, bem como a “Batalha de Poitiers” (1837) e a “Batalha d'Ivry”, para o museu histórico criado em Versalhes por Luís Filipe I.
Voltou à Rússia no fim da sua carreira para pintar episódios da vida de Cristo, mas morre em Paris em 1856.

## Galeria

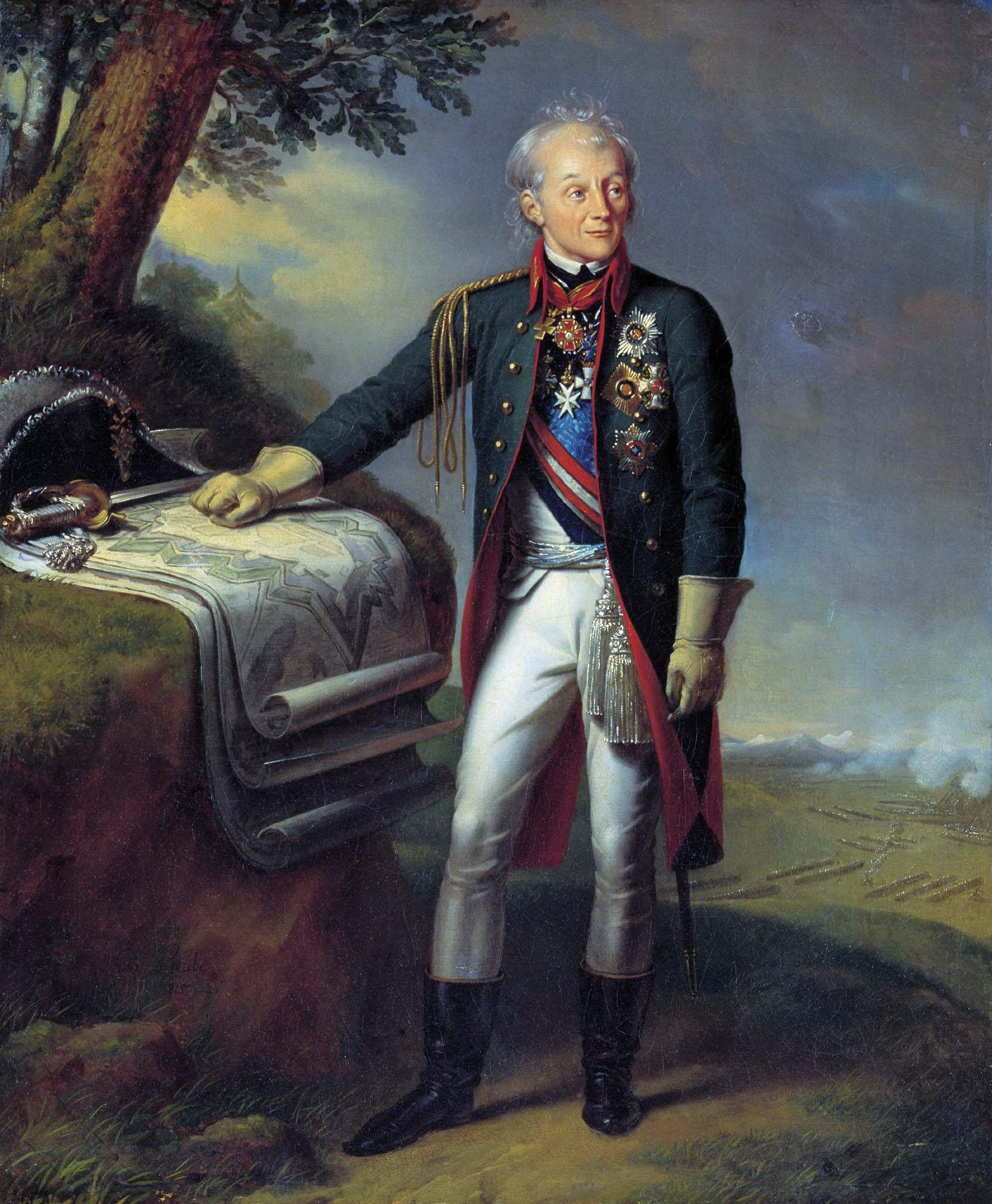
Marechal Suvorov, 1815
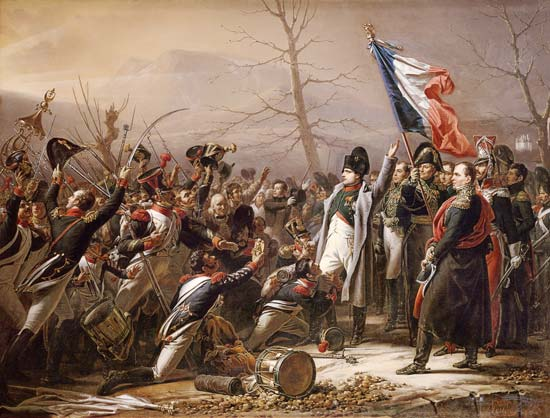
Retorno de Napoleão da ilha de Elba
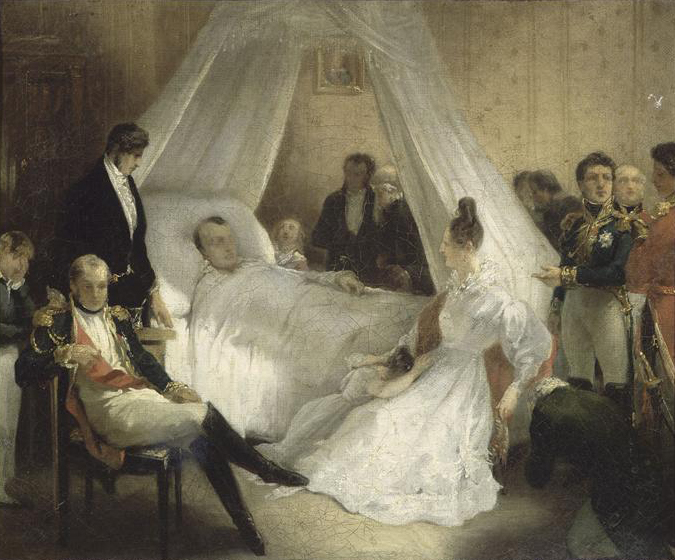
Morte de Napoleão I em Santa Helena, a 5 de maio de 1821, 1828
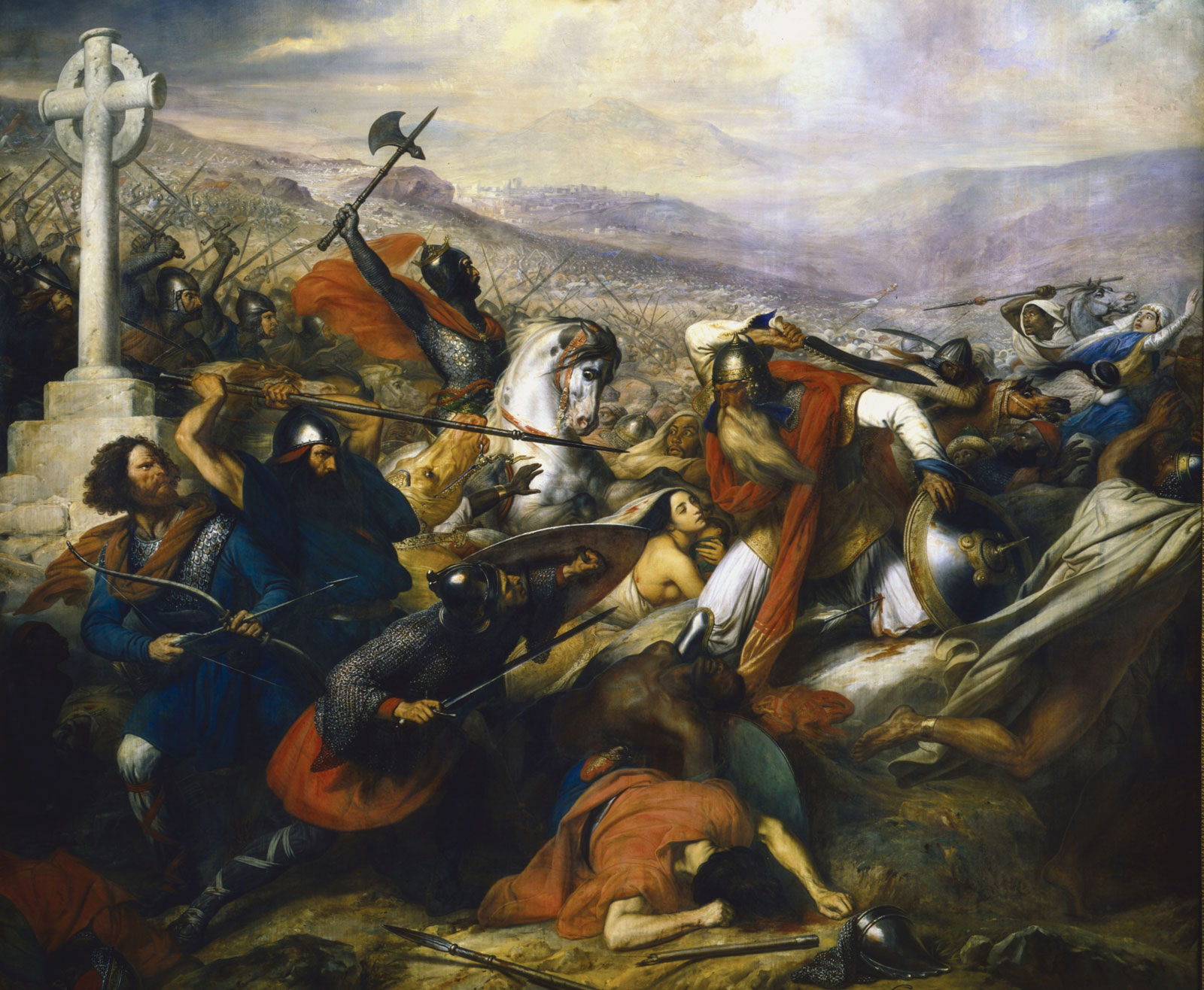
Batalha de Poitiers, 1837